# 安芸亀山駅
安芸亀山駅（あきかめやまえき）は、広島県広島市安佐北区可部町勝木（かつぎ）に存在した西日本旅客鉄道（JR西日本）可部線の駅（廃駅）。
可部線非電化区間（可部 - 三段峡間）の廃線に伴い、2003年（平成15年）12月1日に廃止された。

## 歴史

### 年表
- 1936年（昭和11年）10月13日：国鉄可部線 可部 - 安芸飯室間開通時に開業[1]。旅客駅[1]。
  - 開業時点で、既に亀山駅が三重県と兵庫県に存在したため、旧国名の「安芸」を冠した。
- 1972年（昭和47年）9月1日：国鉄（→JR）の特定都区市内制度が広島市に導入されたが、当駅は「広島市内」の駅から除外される[2][注釈 1]。
- 1973年（昭和48年）5月1日：国鉄（→JR）の特定都区市内制度における「広島市内」の駅となる[3]。
- 1987年（昭和62年）4月1日：国鉄分割民営化によりJR西日本が継承[1]。
- 2003年（平成15年）12月1日：廃止。

廃止後の2017年（平成29年）3月4日に可部線が延伸され、その終着駅が「あき亀山駅」になったが、同駅は同じ亀山地区内ではあるものの、当駅から直線で3.4 km程可部駅寄りの別の地点に設置された。

## 駅構造
1面1線の単式ホームのみを持つ地上駅。無人駅で駅舎はなく、線路の南側に設置されたホームの上に待合所があるだけであった。待合所の裏には「安芸亀山駅」と書かれており、道路側から駅であることが認識できた。

## 利用状況
以下の情報は、広島市統計書及び広島市勢要覧に基づいたデータである。
| 年度               | 1日平均 乗車人員 | 年度毎 総数 | 定期券 総数 | 普通券 総数 |
| ------------------ | ---------------- | ----------- | ----------- | ----------- |
| 1968年（昭和43年） | 210.3            | 153,495     | 130,960     | 22,535      |
| 1969年（昭和44年） | 204.9            | 149,579     | 130,088     | 19,491      |
| 1970年（昭和45年） | 194.7            | 142,111     | 123,816     | 18,295      |
| 1971年（昭和46年） | 187.7            | 137,423     | 111,986     | 25,437      |
| 1972年（昭和47年） | 182.6            | 133,275     | 112,146     | 21,129      |
| 1973年（昭和48年） | 207.0            | 151,081     | 105,716     | 45,365      |
| 1974年（昭和49年） | 209.1            | 152,621     | 101,470     | 51,151      |
| 1975年（昭和50年） | 171.9            | 125,839     | 91,706      | 34,133      |
| 1976年（昭和51年） | 165.5            | 120,830     | 85,938      | 34,892      |
| 1977年（昭和52年） | 151.8            | 110,819     | 78,600      | 32,219      |
| 1978年（昭和53年） | 131.7            | 96,137      | 74,100      | 22,037      |

以上の1日平均乗車人員は、乗車数と降車数が同じであると仮定し、年度毎総数を365（閏年が関係する1971・1975年は366）で割った後で、さらに2で割った値を、小数点第二位で四捨五入。小数点一位の値にした物である。
| 年度                | 1日平均 乗車人員 |
| ------------------- | ---------------- |
| 1979年（昭和54年）  | 126              |
| 1980年（昭和55年）  | 125              |
| 1981年（昭和56年）  | 123              |
| 1982年（昭和57年）  | 118              |
| 1983年（昭和58年）  | 92               |
| 1984年（昭和59年）  | 86               |
| 1985年（昭和60年）  | 77               |
| 1986年（昭和61年）  | 79               |
| 1987年（昭和62年）  | 70               |
| 1988年（昭和63年）  | 63               |
| 1989年（平成 元年） | 64               |
| 1990年（平成02年）  | 61               |
| 1991年（平成03年）  | 66               |
| 1992年（平成04年）  | 53               |
| 1993年（平成05年）  | 44               |
| 1994年（平成06年）  | 38               |
| 1995年（平成07年）  | 38               |
| 1996年（平成08年）  | 31               |
| 1997年（平成09年）  | 29               |
| 1998年（平成10年）  | 31               |
| 1999年（平成11年）  | 25               |
| 2000年（平成12年）  | 23               |
| 2001年（平成13年）  | 21               |
| 2002年（平成14年）  | 19               |
| 2003年（平成15年）  | 19               |

## 駅周辺
駅の南側を広島県道267号宇津可部線が通り、その南側を太田川が流れ、駅のすぐ近くにある共栄橋（広島県道268号勝木安古市線になっている）で対岸の広島市安佐北区安佐町宮野に渡ることができる。広島県道268号勝木安古市線を更に南下すると広島市安佐動物公園（広島市安佐北区安佐町）に通じる。
- 広島交通「共栄橋北」停留所

## 現状
線路やホーム、駅舎はすべて撤去され跡形もない。現在は県道広島県道267号宇津可部線の一部となっている。

## 隣の駅
西日本旅客鉄道（JR西日本）
可部線
今井田駅 - 安芸亀山駅 - 毛木駅